# Gold Basin
Gold Basin – meteoryt kamienny należący do chondrytów oliwinowo-hiperstenowych L 4, znaleziony po raz pierwszy 24 listopada 1995 roku w Withe Hills w amerykańskim stanie Arizona przez Jima Kriegha, emerytowanego profesora Uniwersytetu Arizońskiego. Zebrano dotychczas 4450 fragmentów materii meteorytowej o łącznej masie 168,8 kg z powierzchni rozrzutu wynoszącej 225 km².